# Ivo Hongn
Ivo Hong (Córdoba, Argentina; 28 de mayo de 1991) es un futbolista argentino que juega en la posición de delantero. Actualmente se encuentra sin equipo.

## Clubes
| Club                       | País      | Año         |
| -------------------------- | --------- | ----------- |
| Talleres                   | Argentina | 2010 - 2013 |
| Sarmiento de Leones        | Argentina | 2013 - 2015 |
| Atenas de Río Cuarto       | Argentina | 2015        |
| Sarmiento de Leones        | Argentina | 2016        |
| Sport Club Pacífico        | Argentina | 2016 - 2017 |
| Tigre                      | Argentina | 2017 - 2018 |
| Huracán Las Heras          | Argentina | 2018 - 2020 |
| Club Sportivo Desamparados | Argentina | 2020 - 2021 |